# Йоан Варненски и Великопреславски
Йоан Варненски и Великопреславски е висш български духовник, който от 22 декември 2013 година е варненски и великопреславски митрополит на Българската православна църква.

## Биография
Роден на 13 февруари 1969 година в Ямбол като Иво Михов Иванов. Завършва Профилирана гимназия „Васил Левски” със специалност флейта в родния си град в 1987 година. Отбива редовна военна служба (1987 – 1989). В 1993 година завършва паралелния курс на Софийската духовна семинария „Свети Йоан Рилски“.
От 1991 до 1993 година учи в паралелния курс на Софийската духовна семинария „Св. Йоан Рилски”. През 1998 година завършва Богословския факултет на Софийския университет „Свети Климент Охридски“.
На 1 юли 1998 година става послушник в Кокалянския манастир. Духовен син е на игумена му – стареца архимандрит Назарий. Там е постриган за монах на 6 ноември 1998 година от епископ Гавриил Макариополски, като под мантия го води духовният му старец. На 24 април 1999 година в манастира „Света Петка“ в село Клисура, област София, е ръкоположен в йеродякон от епископ Гавриил Макариополски. На 26 април 1999 година в столичния Kатедрален храм „Света Неделя” от същия епископ е ръкоположен в йеромонах.
През октомври 1999 година заминава на специализация в Московската духовна академия „Свети Сергий Радонежки”, където защитава кандидатска дисертация на тема „Учение о покаянии по творениям св. Тихона Задонского“ („Учението за покаянието според творенията на св. Тихон Задонски“).
През 2001 година се завръща в България и продължава да изпълнява послушанието си в Кокалянския манастир. На 1 април 2002 година е назначен за протосингел на Софийската митрополия, във връзка с което на 28 април същата година в столичния храм „Свети Седмочисленици“ патриарх Максим го въвежда в архимандритско достойнство.
На 7 март 2007 година с решение на Светия Синод на Българската православна църква е избран за епископ. На 18 март 2007 година в патриаршеската катедрала „Свети Александър Невски” е хиротонисан за титулярен знеполски епископ и назначен за викарий на софийския митрополит. Хиротонията е извършена от патриарх Максим Български, в съслужение с митрополитите Калиник Врачански, Йоаникий Сливенски, Дометиан Видински, Кирил Варненски и Великопреславски, Григорий Великотърновски, Неофит Русенски, Натанаил Неврокопски, Игнатий Плевенски, Гавриил Ловчански, Иларион Доростолски, Николай Пловдивски, и епископите Евлогий Адрианополски, Теодосий Деволски, Константин Маркианополски и Наум Стобийски.
На 22 декември 2013 година е избран за варненски и великопреславски митрополит с 9 гласа „за“ от общо 12 гласа на Светия Синод на БПЦ.
На 14 март 2024 година на основание чл. 42, ал. 1 от Устава на БПЦ-БП като старшия член на намаления състав на Светия Синод встъпва временно във функциите на наместник-председател на Светия Синод. Остава в това си качество до 19 март 2024 година, когато Светият Синод на своето заседание избира единодушно митрополит Григорий Врачански за временен наместник-председател на Светия Синод и изпълняващ задълженията на софийски митрополит, до избора на нов български патриарх.